# Cayo Bretón
Cayo Bretón est une caye situé sur la côte sud-est de Cuba dans la mer des Caraïbes. Elle est dans la zone administrative de la province de Ciego de Ávila et fait partie de l'archipel des Jardines de la Reina.